# Warszawskie Towarzystwo Łyżwiarskie

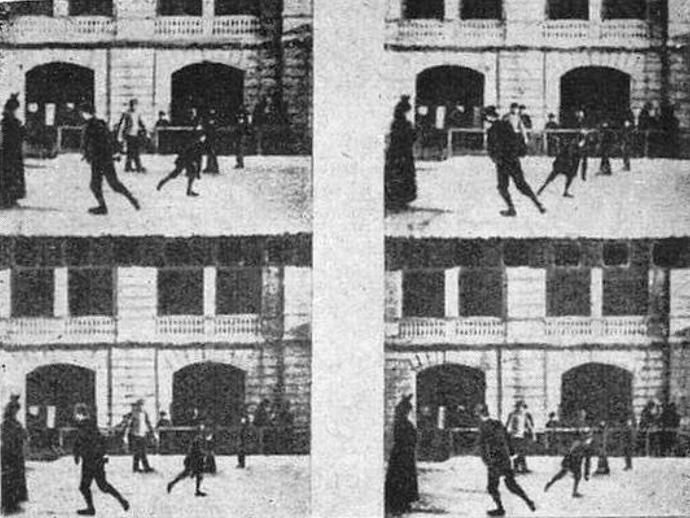
Cztery zachowane kadry pierwszego polskiego filmu Ślizgawka w Łazienkach nakręconego przez Kazimierza Prószyńskiego w Warszawie w latach 1894–1896.

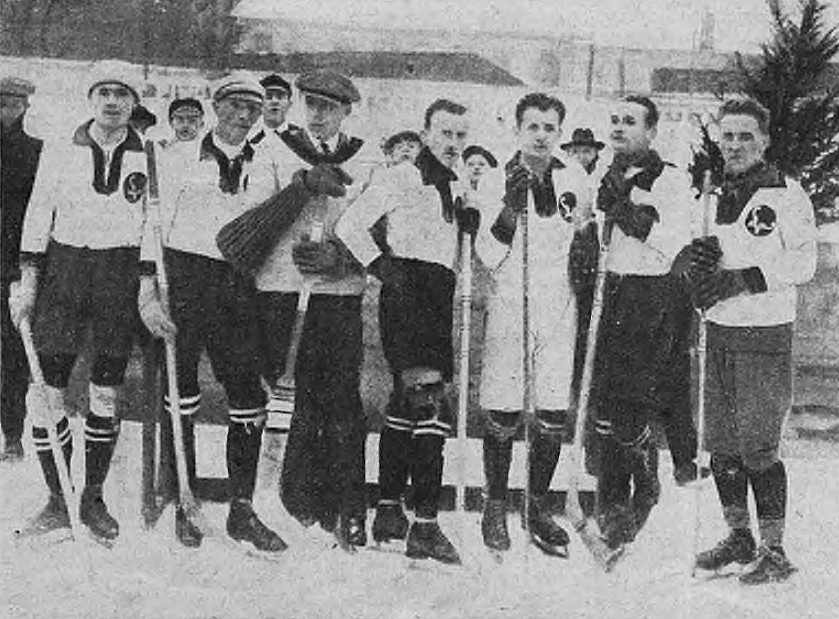
Drużyna hokeja na lodzie WTŁ (1926)

Warszawskie Towarzystwo Łyżwiarskie (WTŁ) – towarzystwo sportowe z siedzibą w Warszawie w istniejące w latach 1893-1939.

## Historia
Swą działalność skupiało pierwotnie wokół lodowiska na zamarzającym stawie pośrodku toru kolarskiego na Dynasach, później kojarzone było nierozłącznie z Doliną Szwajcarską przy ul. Chopina. WTŁ zostało w roku 1898 członkiem Międzynarodowej Unii Łyżwiarskiej (ISU), wprowadzając tym samym łyżwiarstwo polskie do zorganizowanych struktur międzynarodowych. Propagowało także inne dyscypliny sportu m.in.: gimnastykę, szermierkę, tenis, koszykówkę i jazdę na wrotkach.
W latach 1894-1896 członkowie towarzystwa zostali uwiecznieni na pierwszym w historii polskim filmie zrealizowanym przez wynalazcę oraz reżysera Kazimierza Prószyńskiego, który nagrał ślizgawkę w Warszawie gdzie regularnie ćwiczyli oni jazdę na łyżwach.
WTŁ prowadziło ożywioną działalność społeczno-kulturalną, patriotyczną i towarzyską. Lokal WTŁ należał do najwytworniejszych salonów Warszawy. Przed 1914 na terenie WTŁ prowadzono działalność konspiracyjną. 
W latach 1905–1908 wiceprezesem, a w roku 1908, prezesem Warszawskiego Towarzystwa Łyżwiarskiego był Adolf Daab, przemysłowiec i radny Warszawy.